# Parasemus rufosuturalis
Parasemus rufosuturalis là một loài bọ cánh cứng trong họ Phalacridae. Loài này được Lea miêu tả khoa học năm 1932.